# Divlyé

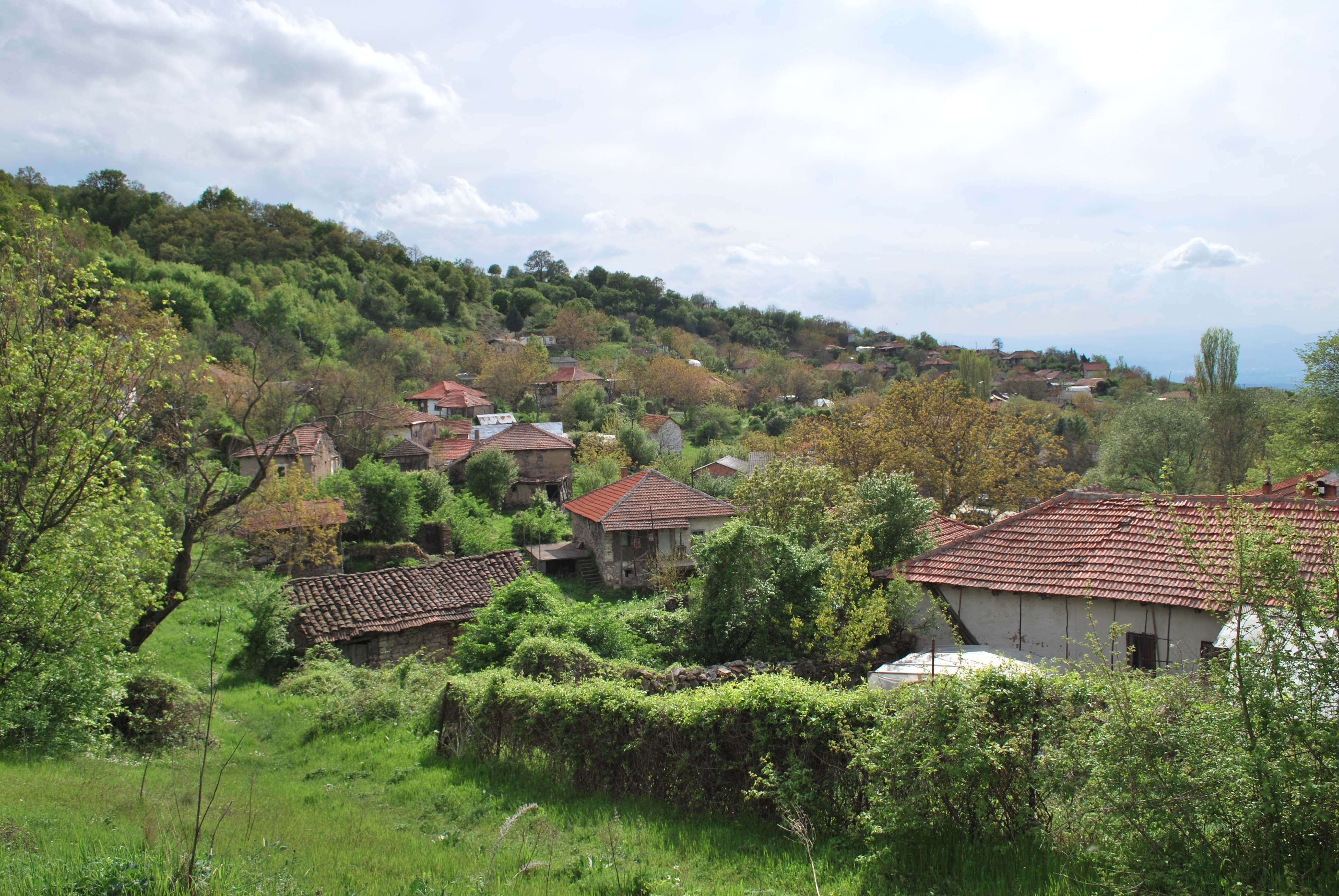
Vue du village

Divlyé (en macédonien Дивље) est un village du nord de la Macédoine du Nord, situé dans la municipalité de Petrovets. Le village comptait 28 habitants en 2002.

## Démographie
Lors du recensement de 2002, le village comptait :
- Macédoniens : 25
- Serbes : 3